# In the Hell of Patchinko
In the Hell of Patchinko è un album dei Mano Negra pubblicato nel 1992.

## Tracce
1. Mano Negra (1) - 1:01
2. Magic Dice - 2:35
3. County Line - 2:21
4. Don't Want You No More - 3:04
5. Lonesome Bop - 2:34
6. Mano Negra (2) - 0:53
7. Rock Island Line - 2:38
8. King Kong Five - 3:56
9. Mad Man's Dead - 2:02
10. Bring the Fire - 3:30
11. Indios de Barcelona - 2:24
12. El sur - 1:23
13. Killing Rats - 2:55
14. Mano Negra (3) - 0:40
15. Sidi H' Bibi - 3:27
16. The Rebel Spell - 3:23
17. I Fought the Law - 1:51
18. Mano Negra (4) - 0:20
19. Darling Darling - 1:45
20. Patchuko Hop - 2:32
21. Mala vida - 2:31
22. Junky Beat - 2:18
23. Madeline - 1:38

## Formazione
- Manu Chao - voce, chitarra ritmica
- Daniel Jamet - chitarra solista, cori
- Antoine Chao - tromba, cori
- Pierre Gauthé - trombone, cori
- Thomas Darnal - tastiere, cori
- Joseph Dahan - basso, cori
- Santiago Casariego - batteria, cori
- Philippe Teboul - percussioni, cori

## Classifiche
| Classifica (1992) | Posizione più alta |
| ----------------- | ------------------ |
| Francia           | 88                 |